# Tenente Laurentino Cruz
Tenente Laurentino Cruz est une municipalité brésilienne située dans l'État du Rio Grande do Norte.